# 侯冠群
侯冠群（1965年3月28日—），中華民國政治人物，曾為台灣著名相聲演員、節目主持人，並擔任吳兆南相聲劇藝社團長。2002年進入政壇，代表新黨當選兩屆臺北市議員。
2010年連任失利後轉任台北市政府文化基金會（松山文創園區）總監， 並兼任台北市政府會展產業發展基金會（花博公園）文化藝術顧問。

## 個人生活

### 家庭及早年生活
侯冠群，本名侯炳鑫，籍貫遼寧省鐵嶺縣，出生於臺北市。父親金滔（本名：侯柱國）為台灣1970年代知名影劇演員與竹聯幫創始人之一，母親李嘉茜為上海出身的香港邵氏影星，後成為知名烹飪作家。
舅舅是曾任中華人民共和國全國政協副主席與全國工商聯副主席的黃孟復。曾外祖父為中華民國初年教育家、政治家黄炎培。祖父侯公純曾担任張學良的軍警執法處處長，祖母韓英芳亦曾擔任蔣宋美齡的秘書。
幼年父母離異，由祖父母帶大，其間亦曾隨母在香港短暫定居。曾被同為演員的親妹妹侯炳瑩出書指控，在早年的共同生活中，侯冠群經常虐打妹妹出氣，侯冠群否認指控，並且揚言提告。

### 婚姻
侯冠群在1995年與韓國航空空服員程皚薴Irene結婚，由中華民國國軍將領蔣緯國證婚，婚後長年分居，於2002年傳出離婚。
在2008年宣布與交往六年的時任台北市議會議員兼中國國民黨團書記長李彥秀結婚，在陳雲林訪台期間舉行婚禮，原訂邀請與其舅舅黃孟復熟識十多年的時任中共中央臺灣工作辦公室主任陳雲林擔任主婚人，但以行程不便為由遭到拒絕，隔年兩人產下一女。

## 演藝生涯
1983年，侯冠群自華岡藝術學校國劇科畢業後主演中國電視公司八點檔連續劇《少年十五二十時》一炮而紅，後來於1988年轉赴大陸求學並且經商。而後在1995年重回台灣演藝圈，專職節目主持人。
2000年，侯冠群主持八大綜合台政治戲仿節目《主席有約》（首播期間：2000年1月3日至2002年3月29日），因扮演「李祖惜」（諧音「李主席」）模仿時任總統兼中國國民黨主席李登輝而聲名大噪，以模仿名人聞名，也曾知名於模仿已故中國共產黨中央主席毛澤東。
1999年7月26日循古禮正式拜相聲大師吳兆南為師，學習相聲，成為了侯寶林徒孫、中國相聲第八代弟子。

## 從政生涯
2002年，侯冠群棄影從政，代表新黨參選台北市議員（中正萬華選區），競選口號為：「做一個堂堂正正的中國人、當一個清清白白的好議員！」該年年底順利當選，並於2006年連任。
侯冠群在第十一屆台北市議會選舉中爭取連任失利。自此，新黨完全無法於中正萬華選區立足，僅剩大安文山選區、松山信義選區和士林北投選區尚有席次。
2011年2月1日起侯冠群應台北市長郝龍斌之邀擔任台北市文化基金會文創藝術論壇召集人。
2012年4月12日起擔任台北市文化基金會總監（松山文創園區），並兼任台北市政府會展產業發展基金會(花博公園)文化藝術顧問。

## 選舉紀錄
| 年度 | 選舉屆數               | 選舉區           | 所屬政黨 | 得票數 | 得票率 | 當選標記 | 備註 |
| ---- | ---------------------- | ---------------- | -------- | ------ | ------ | -------- | ---- |
| 2002 | 第九屆臺北市議員選舉   | 臺北市第五選舉區 | 新黨     | 18,400 | 9.84%  |          |      |
| 2006 | 第十屆臺北市議員選舉   | 臺北市第五選舉區 | 新黨     | 16,572 | 9.62%  |          |      |
| 2010 | 第十一屆臺北市議員選舉 | 臺北市第五選舉區 | 新黨     | 9,835  | 5.18%  |          |      |

## 作品節錄

### 電視劇演出
| 年份   | 頻道     | 劇名                             | 角色                   |
| 1983年 | 中視     | 《少年十五二十時》               | 謝木森                 |
| 1984年 | 中視     | 《書劍千秋》                     | 明武宗                 |
| 1985年 | 中視     | 《一代女皇》                     | 李賢                   |
| 1986年 | 中視     | 《一代公主》                     | 李隆基                 |
| 1986年 | 中視     | 《家和萬事興》                   | 林永華                 |
| 1987年 | 中視     | 《珍珠傳奇》                     | 李适                   |
| 1987年 | 中視     | 《含羞草》                       | 林嘉義                 |
| 1993年 | 華視     | 《劉伯溫傳奇－桑榆恨》           | 鄭金昇                 |
| 1996年 | 中視     | 《紅塵》                         | 鍾阿強                 |
| 1996年 | 中視     | 《天師鍾馗－紅梅閣》             | 廖瑩中                 |
| 1996年 | 華視     | 《台灣靈異事件－天堂路》         | 小白                   |
| 1997年 | 華視     | 《施公奇案－父子情深》           | 西門英                 |
| 1997年 | 華視     | 《施公奇案－再世鴛鴦》           | 田盛                   |
| 1997年 | 華視     | 《施公奇案－考場怪談》           | 石玉崑                 |
| 1997年 | 華視     | 《施公奇案－新官上任》           | 曾本潭                 |
| 2013年 | 中國大陸 | 《微時代之戀》（楊冪工作室製作） | 客串上海酒店大亨吳宇霆 |

### 電影演出
| 年份   | 片名             | 角色     |
| 1983年 | 《竹劍少年》     | 麥傑倫   |
| 1984年 | 《排行榜》       | 鐵頭     |
| 1988年 | 《老師，有問題》 | 國文老師 |

### 舞台劇、相聲演出
- 1987年轉赴香港無線電視台擔任配音員。
- 1988年~1993年前往大陸投靠親戚，承包台灣影視在大陸拍攝所需各項業務及學習各地方言、戲劇、凡六年，足跡遍及大陸各地。
- 1994年~1995年返台參加屏風表演班舞台劇的演出，磨鍊演技：《西出陽關》、《太平天國》、《半里長城》。
- 1999年7月26日于台北市君悅飯店循古禮拜投吳兆南門下學習相聲。
- 1999年9月25日於台北市社教館發表了其個人第一次相聲演出，演出傳統與自創的《鈐鐺譜》、《金陵塔》、《方言雜說》等三個段子。
- 2000年5月於台灣全省展開師徒相聲聯演《佛曰不可說、 夫子曰大聲說！》
- 2001年春節與中國京劇院青年劇團於台北合作演出現代京劇《紅燈記》。
- 2002年1月於台北新舞台《2002年吳兆南師徒大聯演》演出傳統相聲《討白朗》。5月發表自創現代相聲《中華民國在台灣》。

#### 相聲作品列表
- 2000年 《佛曰：不可說！夫子曰：大聲說！》
- 2002年 《吳中聲有》
- 2002年 《中華民國在台灣》
- 2003年 《吳室聲蜚》
- 2004年 《吳党所踪》
- 2005年 《吳雞之談》
- 2006年 《天下吳男事》
- 2006年 《中華民國在台灣第二集－台灣好》
- 2008年 《吳間道》
- 2010年 《中華民國在台灣第三集－寶島一甲子》洛杉磯
- 2010年 《吳聊》
- 2013年 《相聲，愛你一生》
- 2014年11月於台北市中山堂演出由北京人民藝術劇院導演李六乙所創作，內容為毛澤東、蔣介石於另一個時空相遇，探討生死哲學的舞臺劇《再見》，由侯冠群飾演毛澤東，樊光耀飾演蔣介石。
- 2018年12月《吳門弟子紀念吳兆南大師暨拜師二十周年公演》（洛杉磯）
- 2019年11月《吳門弟子紀念吳兆南大師暨拜師二十周年公演》（台北）

### 著作
| 年份       | 書名         | 出版社     | ISBN               |
| ---------- | ------------ | ---------- | ------------------ |
| 2002年出版 | 《假面人生》 | 聯經出版社 | ISBN 9789570824315 |
| 2010年出版 | 《家國大祭》 | 武漢出版社 | ISBN 9787543049833 |

### 電視節目主持
| 年份     | 頻道                       | 節目                        |
| -------- | -------------------------- | --------------------------- |
| 1996年起 | 華衛電視台                 | 《世紀末情愛神話》          |
|          | GTV28                      | 《獨漏腥聞》                |
|          | 三立都會台                 | 《社會探險隊》              |
|          | 民視                       | 《台灣愛說笑》              |
|          | 八大                       | 《SRE娛樂調查報告》         |
|          | 民視                       | 《喜劇有限公司》            |
|          | 華視                       | 《歡喜住台灣》              |
|          | 八大                       | 《神出鬼没》                |
|          | TVBS                       | 《武林大會》                |
|          | 華視                       | 《當我們同在一起》          |
| 1997年   | 八大綜合台                 | 《獨漏60》                  |
|          | 傳訊電視大地頻道           | 《台灣傳奇》                |
|          | 八大綜合台                 | 《主席有約》                |
|          | 台視                       | 《電視白皮書》              |
|          | 中視衛星                   | 《中華料理炒翻天》          |
|          | 中天                       | 《新聞對對碰》              |
|          | MUCH TV                    | 《搞笑VERY MUCH現代北京話》 |
|          | 中天                       | 《選舉考碴團》              |
|          | 華視                       | 《我愛頭家》                |
| 2001年   |                            | 《台灣電影金馬獎星光大道》  |
|          | 中國中央電視台中文國際頻道 | 《天涯共此時》              |

### 廣播節目主持
| 年份 | 頻道               | 節目           |
| ---- | ------------------ | -------------- |
|      | 中廣流行網         | 《霹靂十八點》 |
|      | 洛杉磯中文廣播電台 | 《八點有約》   |

### 廣告
- 可口可樂
- 百事可樂
- 花仙子芳香劑
- 花仙子保鮮膜
- ATALI電玩
- 千百力口服液
- 捷安特自行車
- 黑旋風殺蟲劑

### 其他
2011年起擔任每年六月於福建省廈門市舉行的海峽論壇開幕式主持人。

## 外部連結
- 侯冠群在豆瓣上的资料（简体中文）